# Gola del Bottaccione
La gola del Bottaccione, che si apre lungo la strada tra Gubbio e Scheggia, è una profonda valle fluviale tra il monte Ingino e il monte Foce (o Calvo), che deve la sua origine all'azione erosiva esercitata dal torrente Camignano. Luogo naturale di incomparabile bellezza e sito scientifico di rilevanza mondiale, la gola del Bottaccione è anche ricca di importanti testimonianze storico-artistiche.

## Geologia
La gola, come gran parte dei siti geologici dell'Italia centrale, costituisce una sequenza stratigrafica completa, originale e ordinata, appartenente alla porzione medio alta della successione umbro-marchigiana, che va dalla fine del Giurassico (145 milioni di anni fa) a gran parte del Terziario (13 milioni di anni fa).

Le rocce calcaree stratificate sulle pareti della gola derivano dalla sedimentazione marina della Tetide, un esteso oceano che,  a partire da 130 milioni di anni fa, si ritirò lasciando bacini marini come il Mediterraneo, il mar Nero, il mar Caspio, oltre alle catene montuose dal Mediterraneo all'Indocina (Alpi, Appennini, Carpazi, Himalaya).
L'alta percentuale di resti fossili e microfossili planctonici derivati dagli esseri viventi in quell'oceano ha costituito la cosiddetta scaglia, che è chiamata bianca, rossa, variegata e cinerea a seconda del colore e dell'insieme degli strati fossiliferi più ricchi.

L'osservazione scientifica degli ultimi due secoli, nell'esaminare attraverso le diverse forme fossili le condizioni ambientali che hanno dato origine alle rocce depositate, ha permesso di determinare una suddivisione stratigrafica basata sul succedersi delle varie forme organiche presenti nelle rocce, identificando, nell'intervallo di tempo che va da 120 milioni di anni fa fino ad oggi, un gruppo di microfossili chiamati foraminiferi che ha permesso più di altri resti fossili di individuare periodi ben distinti della storia della Terra.

Per questi motivi la gola del Bottaccione è un vero e proprio "archivio della Terra", una fotografia al dettaglio della storia della Terra, attraverso quelle modificazioni che hanno determinato, anche con drammatici sconvolgimenti, la faccia attuale del nostro pianeta.

Attualmente la gola del Bottaccione è in corsa per ottenere il riconoscimento come “Unesco Global Geopark”, per l’alto valore scientifico, culturale, sociale ed educativo che essa rappresenta.

E nel Bottaccione possiamo  prima di tutto osservare, a cielo aperto, due importanti eventi anossici.

### Il "livello Bonarelli" e il "livello K-Pg"
Lungo la strada statale che percorre la gola sono quindi segnalati due siti di interesse geologico primario: 

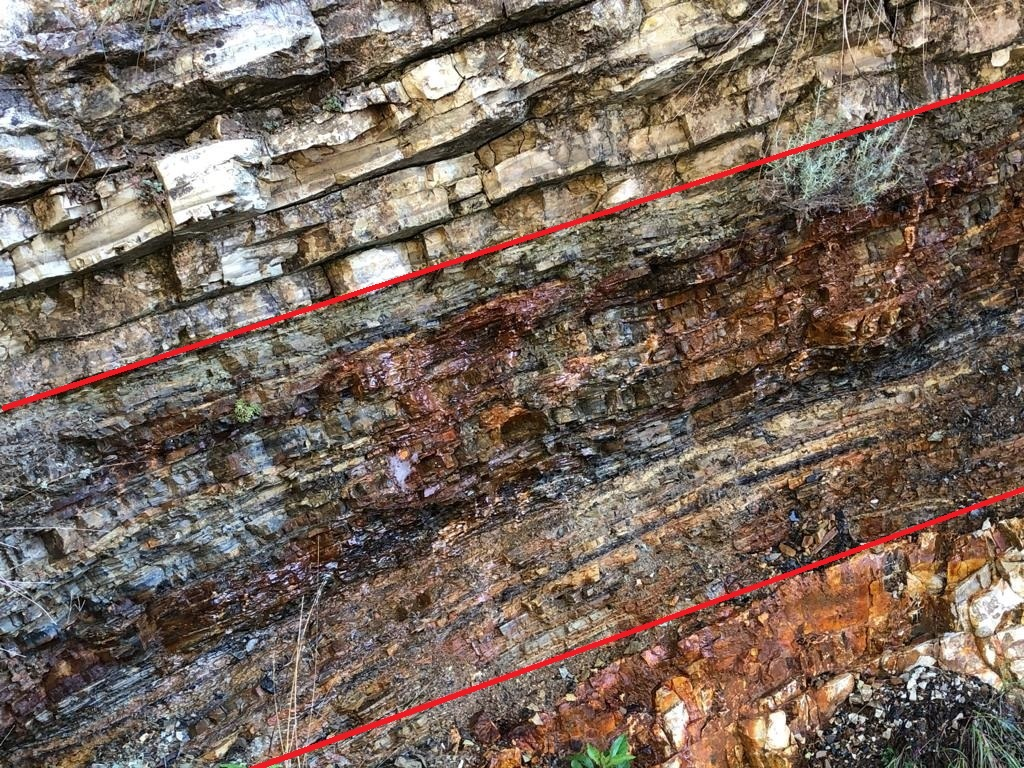
Livello Bonarelli (OAE 2)

- in loc. II Mulino, ove osserviamo, al tetto della scaglia bianca prima della scaglia rossa, uno strato argilloso nerastro, internazionalmente noto come "livello Bonarelli", dal nome dello scienziato italiano Guido Bonarelli, che lo descrisse per la prima volta nel 1891, un livello stratigrafico ascrivibile a circa 94 milioni di anni fa e che segna il limite fra Cenomaniano e Turoniano.[2] Tale livello è tuttora ben visibile, nel territorio di Gubbio, anche lungo la strada della Contessa (Cava Vispi). Si tratta di uno strato che generalmente presenta uno spessore tra i 45 e i 200 cm, composto da sedimenti prevalentemente argillosi e siltosi, di colore nerastro, con basso tenore in carbonato di calcio, ricchi di silice (derivata dalla deposizione di scheletri di radiolari) e con abbondante materia organica.

Il livello, che è stato riconosciuto in Italia dalla Lombardia (dove si intercala entro le torbiditi e le emipelagiti del Flysch Lombardo) all'Appennino Centrale (Marche e Umbria), dove risulta compreso nella successione calcareo-marnosa emipelagica della Scaglia Bianca, ma presente con caratteristiche analoghe e correlabili come età anche in Nord Africa, Spagna, America Centrale, e nei sedimenti oceanici del Nord Atlantico, costituisce inoltre, nonostante l'esiguità dello spessore, un marker stratigrafico (un "livello guida") di notevole estensione su scala mondiale.

La formazione del sedimento argilloso avvenne per un forte impoverimento di ossigeno delle acque dei mari causato dal depositarsi sui fondali di grandi quantità di materia organica dovuto alla conquista delle terre emerse da parte degli oceani - il livello è conosciuto anche come "Cenomanian–Turonian Oceanic Anoxic Event (OAE 2)" -, che favorì la morte degli organismi viventi e la conservazione e trasformazione dei loro resti in scisti bituminosi, considerati quindi anche le rocce-madri del petrolio;
- in loc. Bottaccio, possiamo invece osservare, all'interno della scaglia rossa, uno strato argilloso dello stesso colore noto a livello internazionale come limite K-Pg, precedentemente limite K-T, ricco di iridio, un metallo molto raro nella crosta terrestre. La gola è chiamata anche “gola dell’Iridio” poiché negli anni Settanta il geologo statunitense Walter Álvarez scoprì con l'aiuto del padre Luis, premio Nobel per la fisica, e di altri scienziati dell'Università di Berkeley, che in quel sottile strato di roccia la concentrazione di iridio era almeno 30 volte superiore al normale e formulò diverse ipotesi, finché, nel 1979, propose la teoria che un grosso meteorite, impattando nella penisola dello Yucatan e formando un cratere di circa 180 km di diametro (poi rinvenuto all'inizio degli anni Novanta), doveva aver colpito la Terra immettendo nell'atmosfera un'enorme quantità di iridio e dando luogo, 65 milioni di anni fa, all'estinzione di gran parte dei gruppi viventi, animali e vegetali, compresi i dinosauri.[3]

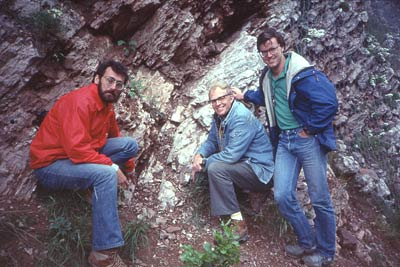
Walter Álvarez (al centro) presso il limite K-T a iridio

La celebre microfotografia del “livello a iridio” del Bottaccione, studiata da Isabella Premoli Silva, mostra chiaramente come questo livello argilloso separi in modo netto il mondo del Mesozoico da quello del Cenozoico. La sezione sottile delle rocce studiate al microscopio evidenzia infatti il cambio nel contenuto in microfossili (foraminiferi planctonici) presenti nei calcari sotto e sopra lo strato-limite. Il primo strato del Cenozoico ne contiene forme molto piccole, poco diversificate, con caratteri primitivi, la cui specie, in onore del sito in cui è stata individuata, ha assunto il nome di Globigerina eugubina.

L’ipotesi di Álvarez - pur tenendo conto della distribuzione mondiale dell’evento, sia sui continenti sia nei sedimenti oceanici -, è tuttora oggetto del dibattito scientifico, che considera altre possibili cause o concause all'origine di quell'estinzione di massa della vita sulla Terra.

### Il GSSP del Campaniano
Ma le evidenze geologiche del Bottaccione non si fermano qui. Nel 2023 il sito ha conosciuto l'attribuzione di un nuovo marker stratigrafico di rilevanza primaria con l'assegnazione del Golden Spike al Campaniano (83,6 mil. di anni fa), che diventa così un punto di riferimento (GSSP, ovvero Global Boundary Stratotype Sections and Points) delle sezioni che definiscono i limiti inferiori degli stadi geologici sulla Carta Cronostratigrafica Internazionale.

Si tratta quindi di un affioramento di rocce che, sulla base di informazioni paleontologiche, fisiche e chimiche, consente di definire precisamente il limite tra le due età geologiche del Santoniano e del Campaniano.

## Flora e vegetazione
Le gole rupestri, probabilmente sin da epoca romana, vengono, da noi, chiamate foci. Il termine foce, infatti, deriva dal latino fauce(m), ‘fauce’, ‘bocca spalancata d’un animale’. Si tratta, come appare chiaro, d’una metafora zoonimica, che realizza una calzante analogia tra le fauci d’un animale ed il varco scavato, "intra" due monti, da un torrente.

La gola del Bottaccione o, nel luglio del 1190, “Foce Caminiana” (cfr. Pio Cenci, Carte e diplomi di Gubbio dall’anno 900 al 1200, perg. 408), stretta dall’abbraccio dei monti Foce, o Calvo (già Mons Filiorum Ugonis, monte S. Jacopo o Jacobo o di S. Giacomo), ed Ingino (già monte di S. Gervasio) deriva il suo nome dal termine dialettale “bot(t)accio”, ‘bacino di raccolta delle acque d’un mulino’.

Sulle mura urbiche di via Guido Bonarelli, già via del Fosso, fiorisce, esuberante e sgargiante, la Valeriana rossa (Centranthus ruber). Sotto alla cascata grande del Camignano, sùbito prima di Santa Croce, vi è la pianta d’Alatèrno (Rhamnus alaternus) più bassa in quota del Bottaccione. Da quel lato della roccia si dipartiva un antico acquedotto, scavato nella viva roccia calcarea (Maiolica) della balza. Santa Croce ebbe tale dedicazione il 14 settembre, festa liturgica dell’Esaltazione della Croce.

La magnifica gola calcarea del Bottaccione, assieme a quella del torrente Cavarello, e del fosso di Zappacenere, conserva aspetti storico-culturali e floristico-vegetazionali di grande rilevanza antropologica e scientifica. Non ci soffermeremo qui sull’importanza mondiale, geologica e paleontologica, della gola del Bottaccione, già trattata in altre parti di questa voce, quanto, piuttosto, sui suoi aspetti botanici.

Sulle pareti delle antichissime rocce carbonatiche, separate dall’alveo del torrente Camignano, s’insediano, infatti, rare specie botaniche, in prevalenza tipiche della flora mediterranea, e, segnatamente, dell’orizzonte vegetazionale della lecceta. Entrambi i versanti della gola del Bottaccione sono, così, punteggiati da arbusti e piante erbacee rupestri, come l’Alatèrno (Rhamnus alaternus), il Laurotìno (Viburnum tinus), il Léccio (Quercus ilex), il Terebìnto (Pistacia terebinthus), lo Scòtano (Cotinus coggygria), il Siliquastro o Albero di Giuda (Cercis siliquastrum), forse l’Allòro (Laurus nobilis), che è sicuramente presente nella Foce del Cavarello.

L’Euforbia cespugliosa (Euphorbia characias), anch’essa esistente lungo il torrente Cavarello, è di frequente rinvenimento lungo la porzione iniziale e mediana della gola, mentre l’Acanto (Acanthus mollis) è rinvenibile soltanto nei pressi del Palazzo Ducale, nel Parco Ranghiasci-Brancaleoni e nei dintorni dell’ex monastero benedettino femminile di San Marziale. La Violaciocca (Erysimum cheiri), si abbarbica sia alle rupi sia alle poderose mura urbiche. Comuni sono, poi, la Sassifraga meridionale (Saxifraga lingulata), la Valeriana rossa (Centranthus ruber), e la Bocca di leone (Anthirrinum majus), dai bei fiori rosso bordò. Presente, sia sulle pareti rocciose del Bottaccione sia sulle mura urbiche di Gubbio, è, altresì, il Fico selvatico (Ficus carica caprificus). Lungo le praterie collinari, situate verso la testata della valle del torrente Camignano, si riscontra, inoltre, quella non comune orchidea che va sotto il nome volgare di Barbone (Himantoglossum adriaticum).

Risalendo la gola del Bottaccione, in alto e a destra, in corrispondenza del ”Condotto”, cioè dell’ardito acquedotto trecentesco, progettato dal grande architetto eugubino Matteo di Giovannello, detto Gattapone, insiste, probabilmente, la maggior concentrazione di Alatèrno di tutti e cinque i monti di Gubbio. Altri bellissimi accantonamenti rupestri d’Alatèrno si rilevano sul diedro roccioso sovrastante la grotta de Sant’Agnese del Monte Ingino, a quote comprese tra i 650 ed i 750 m s.l.m. Fra i funghi, va, quantomeno, segnalata la presenza del dialettalmente detto “spignòlo” o “fóngo da lo spino” (Tricholoma georgii), rinvenibile su alcune piccole praterie (“pratelle”) che punteggiano il versante settentrionale della Gola del Bottaccione. La pianta forse più rara dell’Ingino è, però, probabilmente, la Dripide comune (Drypis spinosa), vegetante (non lontano dalla basilica minore di Sant’Ubaldo), in rarefatta stazione eterotopica, su di un ghiaione del versante sudorientale della montagna, poco al di sopra degli 800 m s.l.m.

Sui monti di Gubbio, specie ai lati del citato “Condotto”, e nelle parti alte del Parco Ranghiasci-Brancaleoni, è frequentissimo anche il Laurotìno, che, in forma coltivata, si ritrova anche nei giardini della città. Al Bottaccione, il leccio è presente, con individui rupestri anche plurisecolari, specie lungo il versante idrografico sinistro della gola, in stazioni ombrose ed umide, rivolte a settentrione. Non mancano, comunque, lecci di ragguardevoli dimensioni anche nell’altro versante della gola. Molto abbondante, specie, per chi risalga la foce, sul margine destro della strada, è la bella Euforbia cespugliosa (Euphorbia characias), un arbusto di medie dimensioni, dal cui latice, caustico e rubefacente, occorre, però, guardarsi.

Sulle più basse pareti rocciose di inizio gola, in primavera si può assistere alla bella fioritura della gialla violacciocca, che diventa addirittura spettacolare sul parametro interno delle mura di Gubbio, nei pressi del “Buchetto”. Sempre risalendo la gola, lungo l’attuale Via di Giove Pennino, sulle rocce del suo lato idrografico sinistro, si può notare, durante la bella stagione, una vistosa fioritura primaverile di Sassifraga meridionale (Saxifraga lingulata), con i bei fiori bianchi, raccolti in una sorta di spiga, ed estroflessi a mo’ di lingua, da cui lo specifico nome latino di lingulata, cioè ‘linguiforme’, attribuito alla pianta. Usciti dalla gola del Bottaccione, e superato il locale ponte di pietra sul Camignano, dall’altra parte del torrente si può osservare un bell’esemplare d’Ontano nero (Alnus glutinosa), probabilmente piantato dall’uomo.

## La diga e l'acquedotto
Bottaccione significa "grande bottaccio", ossia una diga, un grande bacino artificiale di raccolta delle acque ottenuto dallo sbarramento di un fiume, di un torrente. La singolarità dell'invaso di Gubbio, che raccoglie le acque del torrente Camignano, è che non si tratta di una struttura recente, ma di una diga contemporanea all'antico acquedotto, che pure corre lungo la gola, due opere di grande ingegneria del Medioevo eugubino, uno dei periodi di massimo splendore della città umbra.

### Storia e caratteri costruttivi
L’antico acquedotto di Gubbio o "Condotto Maggiore", ardita opera architettonica costruita dall'antico Comune tra il Duecento e il Trecento e attribuita nella parte costruttiva trecentesca al maestro eugubino Matteo Gattaponi, parte da una galleria di captazione dell’acqua sorgiva, ad oltre 600 m di altezza, in prossimità della diga del “Bottaccione”, a est del monte Foce, nei pressi dell'alveo del torrente Camignano, e si inoltra nella gola.

L'imponente opera muraria si snoda in via quasi esclusiva sulle pendici ovest del monte Ingino e, dopo un percorso di circa 1,6 km, giunge nella parte alta della città a ridosso del primo insediamento medievale dove oggi si trova l’area monumentale che comprende il palazzo Ducale, la Cattedrale, il palazzo dei Consoli oltre alla cinta muraria difensiva facente perno sul “Cassero”, entro il quale il condotto termina come struttura muraria, a 575 m, ove è sito il serbatoio di distribuzione con un dislivello di circa 25 m. L’acquedotto è un'opera architettonica di utilizzo civile, che portava e, dopo 800 anni, ancora porta acqua, è stato oggetto nel corso dei secoli di numerose ristrutturazioni (1377, 1435, 1492, 1733, 1816). Nel 1914, insieme alla diga del Bottaccione, è riconosciuto monumento nazionale.

La più recente ristrutturazione e messa in sicurezza del camminamento, terminata nel 2017, ha valorizzato e reso maggiormente fruibile l'itinerario monumentale e naturalistico costituito dal complesso architettonico, un percorso ad anello che parte dalla porta di S. Croce nel centro storico di Gubbio, risale la gola del Bottaccione fino ad arrivare all’inizio del condotto e percorre l'acquedotto sino al Cassero, in uno scenario ambientale e storico-architettonico particolarmente affascinante.

## Il monastero di S. Ambrogio

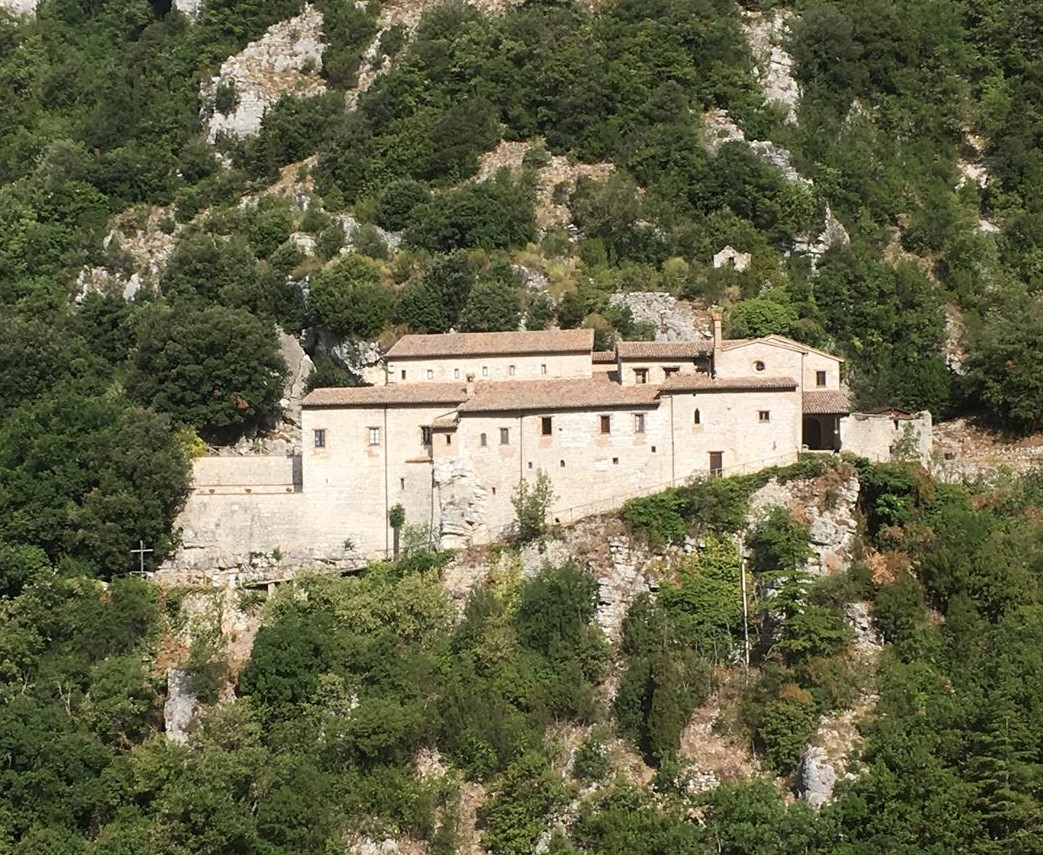
Monastero di S. Ambrogio

Il monastero sorge sul versante est del monte Foce, di fronte al monte Ingino tra balze rocciose, su pareti quasi perpendicolari alla strada che percorre la gola del Bottaccione. Il monastero è vicino ad una “cittadella preistorica “, sito archeologico rilevato per la prima volta dal canonico Vittorio Pagliari (1846-1923), che consiste in terrazzamenti addossati alle pareti rocciose, ove si ergono imponenti mura ciclopiche, aventi una lunghezza di 50 m e un’altezza di 5 m, edificate con pietre giganti di 3 x 2 m, complesso che testimonia un insediamento del Paleolitico. L’eremo, in progressivo abbandono nel Novecento, è stato oggetto di un'attenta opera di restauro conclusa nel 2000.

### Storia
Le prime notizie storiche sono del 1331, anno nel quale il vescovo eugubino Pietro Gabrielli lo eresse in priorato, mentre nel 1342 lo stesso vescovo diede agli eremiti che lo abitavano la regola di S. Agostino, elevando il priorato in monastero.

Nel 1419 papa Martino V unificava il monastero di S. Ambrogio a quello di S. Salvatore di Bologna e quindi vi si trasferirono i canonici regolari, ai quali poi si unirono nel 1430 quelli di S. Maria in Reno, sempre di Bologna.

La presenza del beato Stefano Agazzari (1339?-1422), uno dei discepoli di Santa Caterina da Siena, caratterizza uno dei periodi di maggior fioritura del monastero. Nel 1445 papa Callisto III unisce infine la canonica di S. Secondo a S. Ambrogio.

La notorietà del cenobio, delle sue regole severe, dell'inaccessibilità dell'ubicazione, luogo di solitudine e silenzio, portarono anche il beato Arcangelo Canetoli (1460?-1513) all’eremo di S. Ambrogio e quindi una grande moltitudine di fedeli, attratti dalla sua fama di santità. Il suo corpo incorrotto riposa nella chiesa del monastero, insieme a quello del beato Francesco Nanni e nel 1760 le spoglie del beato vennero collocate sotto il nuovo altare maggiore, realizzato in pregiati marmi policromi, dove tuttora riposa.
Nella chiesa riposano anche i resti mortali del vescovo Agostino Steuco, filosofo eugubino del Cinquecento.

### Caratteri architettonici e opere pittoriche
Il monastero è articolato su diversi piani: i sotterranei caratterizzati da grotte; il piano terra, riservato alla vita diurna della comunità monastica, con la chiesa, l’ingresso del monastero, la cucina, il refettorio; il primo piano, dove si trovano la cella del beato Arcangelo, il dormitorio e altri locali; il secondo piano costituito da soffitti.

L'architettura del complesso risulta caratterizzata dal succedersi di vari interventi: sulla base trecentesca - con elementi architettonici di particolare significato come le finestre a tutto sesto con blocco monolito, le finestrelle trilobate e le finestre a sesto acuto - si inseriscono modifiche rinascimentali e barocche.

Interessante l’impianto per la raccolta di acqua piovana, che, con un sistema di filtri, veniva resa potabile.

La chiesa, trasformata dalla originale pianta rettangolare ad una navata in una pianta a T, conteneva due tele: Il Beato Arcangelo in preghiera, opera di Annibale Beni (1764-1845) sull’altare maggiore, e la pregevole pala raffigurante Il Battesimo di S. Agostino che era posta sull’altare laterale a sinistra, datata e firmata nel 1550 da Benedetto Nucci (1515-post 1596), quindi trafugata e poi ritrovata (ora in S. Secondo), una Crocifissione, affresco del sec. XIV, in sacrestia, infine, nella grotta-cappella del beato Arcangelo, un piccolo affresco raffigurante una Madonna con il Bambino di Ottaviano Nelli, oggi anch'esso in S. Secondo.